# Canthium aciculatum
Canthium aciculatum är en måreväxtart som beskrevs av Henry Nicholas Ridley. Canthium aciculatum ingår i släktet Canthium och familjen måreväxter. Inga underarter finns listade i Catalogue of Life.